# 麻哈魚屬
麻哈魚屬也称马哈魚屬、钩吻鲑属、太平洋鲑属，是鲑科鲑亚科中的七个现存的属之一，主要包括六种太平洋鲑和六种太平洋鳟，即原产于北太平洋沿岸海域和流域水系的各类鮭魚和鱒魚。化石证据证明太平洋鲑属至少在600万年前就与同科的大西洋鳟和红点鲑开始趋分，主要的不同特征是大多数的太平洋鲑在逆流迁徙产卵后就死了。
麻哈鱼属的拉丁文學名“Oncorhynchus”的由來為希臘語：（“鉤”）和（“鼻”），指雄性成魚下顎末端的一个用于性选择的第二性征——吻钩，在交配期會变长并竖直使得鱼的嘴尖呈弯起的钩状，有助于雄鱼之间建立交配权的等级秩序。然而並不是所有本屬魚類性成熟時都有此特徵，也不是只有本属的鲑科鱼才有这个性征，许多雄性鳟属和红点鲑属在繁殖期也有。

## 分類
- 阿帕奇鱒（Oncorhynchus apache）
- 墨西哥金鱒（Oncorhynchus chrysogaster）
- 割喉鱒（Oncorhynchus clarkii）：又称为克拉克大麻哈鱼
  - 沿海割喉鳟（Oncorhynchus clarkii clarkii）：也称“蓝背鳟”（blueback trout），指名亚种
  - 大盆地亚种
    - 阿尔瓦德湖割喉鳟（Oncorhynchus clarkii alvordensis）：已灭绝
    - 洪堡河割喉鳟（Oncorhynchus clarkii humboldtensis）
    - 拉翁唐湖割喉鳟（Oncorhynchus clarkii henshawi）：体型最大的亚种
    - 派尤特割喉鳟（Oncorhynchus clarkii seleniris）
    - 邦纳维尔湖割喉鳟（Oncorhynchus clarkii utah）

  - 北落基亚种
    - 蛇河细点割喉鳟（Oncorhynchus clarkii behnkei）
    - 黄石割喉鳟（Oncorhynchus clarkii bouvieri）
    - 西坡割喉鳟（Oncorhynchus clarkii lewisi）
    - 黄鳍割喉鳟（Oncorhynchus clarkii macdonaldi）：已灭绝

  - 南落基亚种
    - 科罗拉多河割喉鳟（Oncorhynchus clarkii pleuriticus）
    - 绿背割喉鳟（Oncorhynchus clarkii stomias）
    - 格兰德河割喉鳟（Oncorhynchus clarkii virginalis）
- 希拉鱒（Oncorhynchus gilae）
- 粉紅鮭（Oncorhynchus gorbuscha）：又稱為駝背鮭、細鱗麻哈魚，模式种。
- 秋田大麻哈魚（Oncorhynchus kawamurae）：在日本也称（kuni masu），西方称之为“黑扩卡尼鲑”（black kokanee）
- 钩吻鲑（Oncorhynchus keta）：也称大麻哈魚、狗鲑
- 銀鮭（Oncorhynchus kisutch）
- 櫻鱒（Oncorhynchus masou）：译自日语“桜鱒”（sakura masu），英文又稱“馬蘇鮭”（masu salmon）。
  - 山女魚（Oncorhynchus masou masou）：译自日语“山女”（yamame），河川型指名亚种。
  - 梨山鳟（Oncorhynchus masou formosanus）：又稱為台灣鮭、台灣鱒、台灣馬蘇鮭、台灣櫻鱒。[1]
  - 石川櫻鳟（Oncorhynchus masou ishikawae）：又称皐月鱒（satsuki masu），主要分布在日本本州和四国东南岸、九州东岸以及濑户内海；陆封品种在日本又称“雨魚”（amago），源于其在梅雨季比较活跃
  - 岩目樱鳟（Oncorhynchus masou iwame）：日语又称岩女魚（iwame），英文又称“无斑鳟”（markless trout）
  - 大口櫻鱒（Oncorhynchus masou macrostomus）：又称红点樱鳟，主要分布在日本本州和四国东南岸以及濑户内海沿岸的河流
  - 琵琶鱒（Oncorhynchus masou rhodurus）：仅分布于日本琵琶湖
- 虹鱒（Oncorhynchus mykiss）
  - 克恩河亚种：栖息于加利福尼亚州中央谷地和内华达山脉南端克恩河（Kern River）流域的亚种，因腹部都微呈金黄色所以也统称“克恩河金鳟”
    - 加州金鱒（Oncorhynchus mykiss aguabonita）
    - 克恩河虹鳟（Oncorhynchus mykiss gilberti）
    - 小克恩河金鳟（Oncorhynchus mykiss whitei）

  - 红带鳟（英語：redband trout）：起源于北美哥伦比亚-落基山脉西侧流域的亚种，因其侧线红晕既宽又色深而得名
    - 鹰湖鳟（Oncorhynchus mykiss aquilarum）
    - 哥伦比亚河红带鳟（Oncorhynchus mykiss gairdneri）
    - 大盆地红带鳟（Oncorhynchus mykiss newberrii）
    - 麦克劳德河红带鳟（Oncorhynchus mykiss stonei）

  - 硬头鳟（Oncorhynchus mykiss irideus）：沿海溯河亚种，其英文俗名“硬头”（steelhead，直译是“钢头”）源自其成年后上灰下银的海生形态。
  - 勘察加虹鳟（Oncorhynchus mykiss mykiss）：栖息于俄罗斯远东的指名亚种
  - 墨西哥虹鳟（Oncorhynchus mykiss nelson）：栖息于下加利福尼亚半岛和杜兰戈以北的西马德雷山脉的亚种
  - 金虹鳟：或称“金黄鳟”（Palomino trout），是从西弗吉尼亚一个孵鱼场1955年的一条变异虹鳟配种而来，大体是黄色（处于通常的虹鳟和金色之间），缺少通常的绿底黑点，但保留了红色侧纹
- 紅鮭（Oncorhynchus nerka）
  - 扩卡尼鲑（Oncorhynchus nerka kennerlyi）：一支纯淡水的内陆亚种
- 帝王鮭（Oncorhynchus tshawytscha）
- †劍齒鮭（Oncorhynchus rastrosus[2] ）：已灭绝的史前物种，體長約 2.7（8.9英尺），為體型最大的麻哈魚屬物種。